# Музыка (фильм)
Музыка (фр. La Musica) — психологическая драма режиссёров Маргерит Дюрас и Поля Себана, вышедшая в прокат 3 марта 1967 года.
Экранизация одноименной пьесы Маргерит Дюрас.
Мужчина средних лет приезжает из Парижа в Эврё, где не был три года, чтобы получить решение суда по бракоразводному процессу. В кафе он знакомится с молодой девушкой, скучающей в ожидании подруги. После короткой и бесцельной поездки в лес, которая не приводит к развитию отношений, они возвращаются в гостиницу, где остановилась бывшая жена героя.
Некоторое время мужчина колеблется перед выбором: или закрутить интрижку с новой знакомой, или застрелить бывшую жену, или вернуться в Париж, где у него есть женщина. Девушка убеждает его воздержаться от крайностей, и оставляет мужчину и женщину вдвоем, после чего следует долгий и трудный ночной диалог, в котором бывшие супруги, уже начавшие новую жизнь, каждый свою, пытаются выяснить, что в их отношениях пошло не так, и почему их брак пришёл к концу.

## В ролях
- Робер Оссейн — Он
- Дельфин Сейриг — Она
- Жюли Дассен — девушка

По словам Робера Оссейна, съемки этого фильма дались ему не без труда из-за необычности постановки, представляющей собой камерную драму всего с тремя актерами, причем диалоги происходят всегда между двумя персонажами.
Дельфин Сейриг получила за роль в этом фильме Хрустальную звезду Французской киноакадемии, как лучшая актриса.